# Chicago School (architectuur)

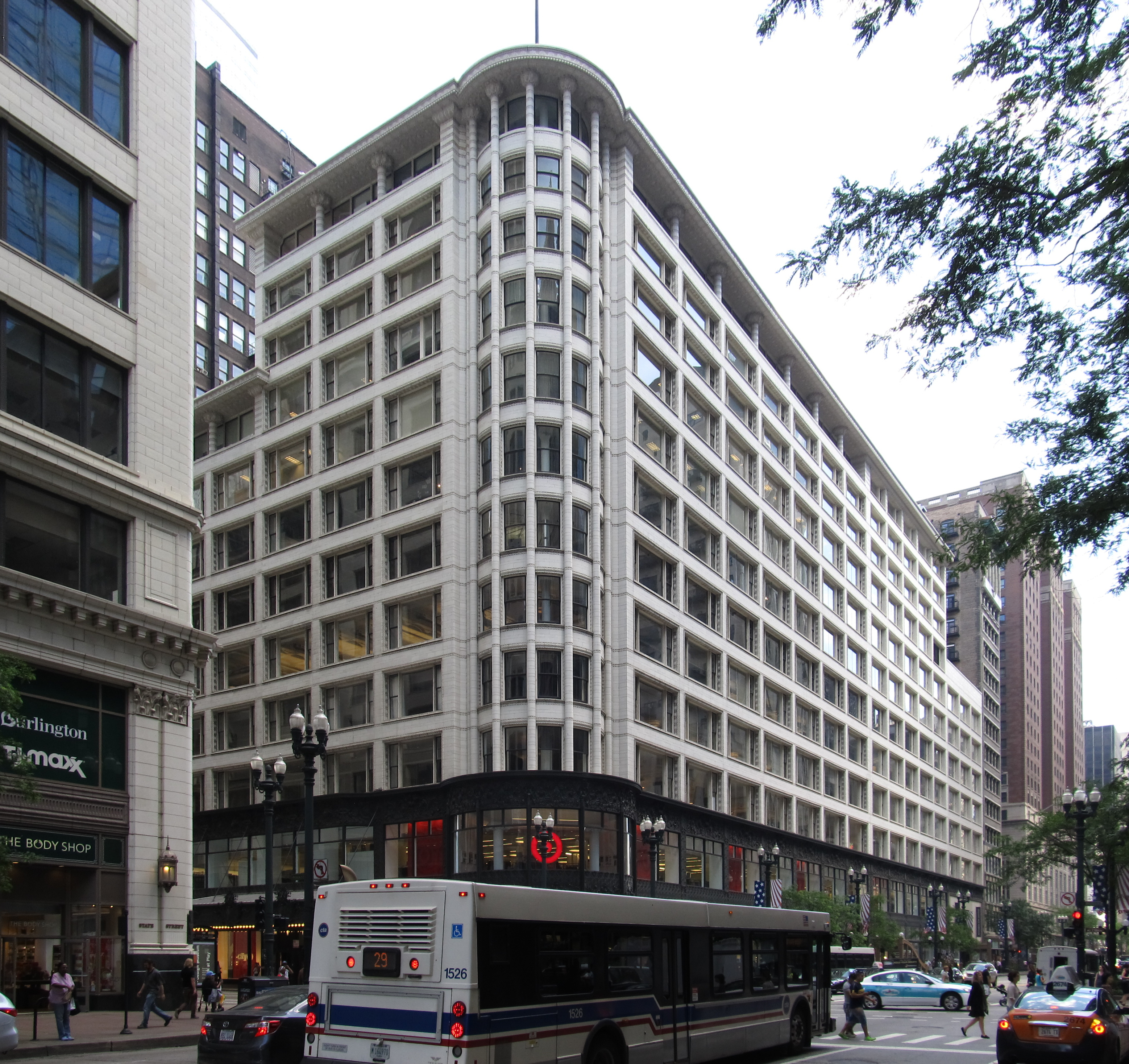
Louis Sullivan's Carson, Pirie, Scott & Co. Building

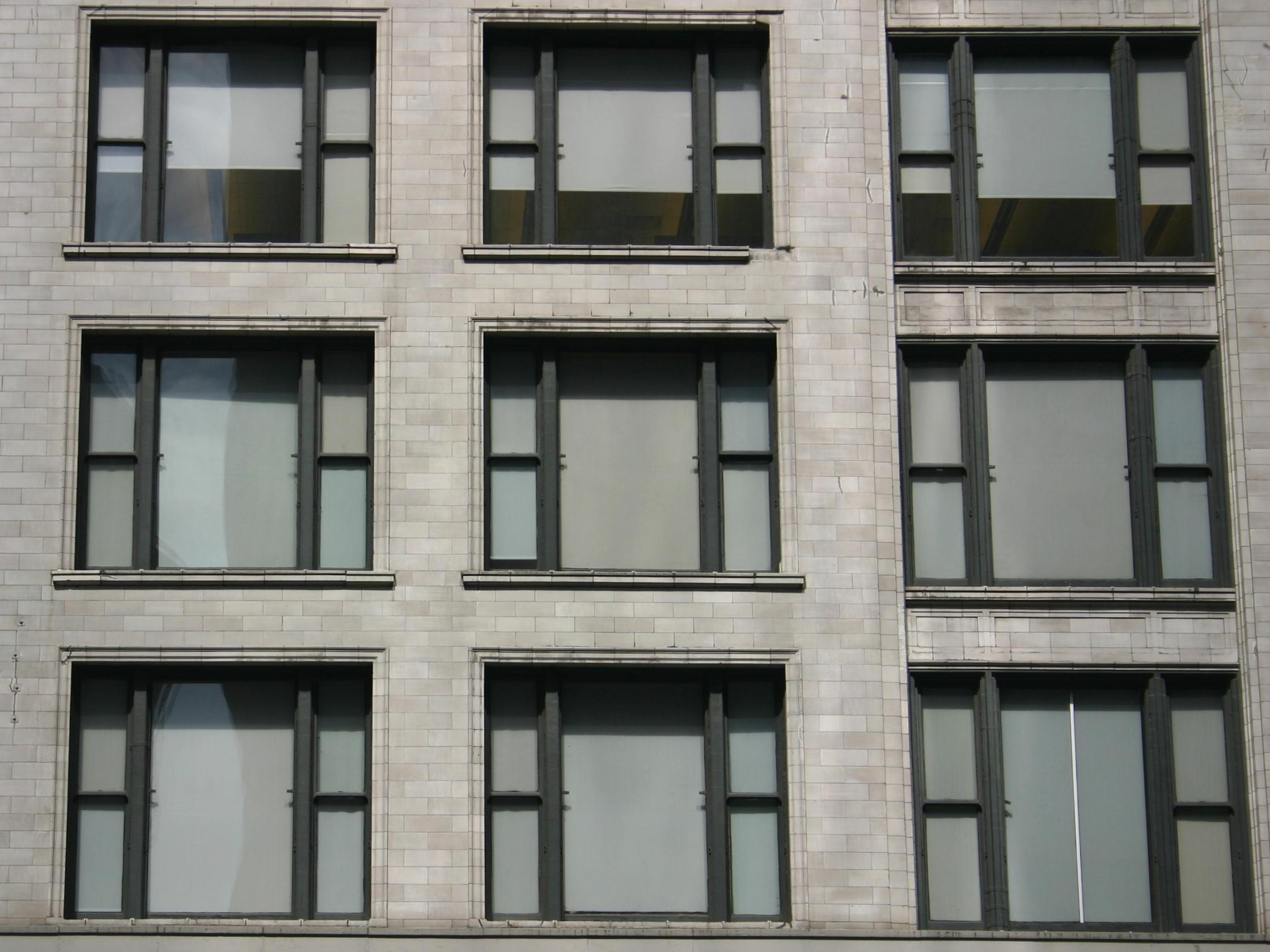
Voorbeelden van het Chicago-raam

De Chicago School is ontstaan in de tweede helft van de 19e eeuw in de Amerikaanse stad Chicago.
Toen in Chicago, na de brand van 1871, de hoogbouw opkwam, ontstond er een façade-probleem. Doordat hoogbouw een nieuw fenomeen was in de architectuur, konden architecten geen stijl verzinnen die de hoge gebouwen kon dienen. Er werden verschillende oude stijlen, zoals klassiek, renaissance en gotiek, gebruikt om de gebouwen te decoreren, maar het bleven steeds op elkaar gestapelde gebouwen omdat de proporties niet mochten worden veranderd.
Dit persen van nieuwe gebouwen in oude keurslijven werd voor het eerst doorbroken door de architect Louis Sullivan, die de gebouwen de hoogte in trok door hun decoratie. Met zijn Wainwright Building ontwierp hij een geheel nieuwe stijl die de hoogtebeweging van de gebouwen versterkte door het aantal pilasters te verdubbelen ten opzichte van hun raamwerk.
Andere grondleggers van de Chicago School waren Daniel Burnham (1846-1912), William Hollabird (1854-1923) en Martin Roche (1853-1927).

## Kenmerken
De typerende kenmerken voor de Chicago School zijn de zichtbaarheid van het raamwerk en de kaalheid van de blokvorm van een gebouw. Het Chicago-raam is een grote ruit met aan weerszijden twee smallere vensters.

## Voorbeelden
Bekende voorbeelden van de Chicago School:
- Louis Sullivan, Schlesinger & Mayer: Department Store, Chicago, 1899-1904
- Dankmar Adler & Sullivan: Guaranty Building, Buffalo, 1895
- Daniel Burnham: Flatiron Building, New York, 1902
- Burnham & Root: Fisher Building, Chicago, 1897
- Dankmar Adler & Sullivan: Auditorium Building, Chicago, 1886-1890